# Llista de monuments de Taradell
Llista de monuments de Taradell inclosos en l'Inventari del Patrimoni Arquitectònic Català pel municipi de Taradell (Osona). Inclou els inscrits en el Registre de Béns Culturals d'Interès Nacional (BCIN) amb la classificació de monuments històrics, els Béns Culturals d'Interès Local (BCIL) de caràcter immoble i la resta de béns arquitectònics integrants del patrimoni cultural català.
| Monument                                            | Protecció    | Estil/època                   | Localització                                            | Coordenades                                            | Codi?         | Imatge |
| --------------------------------------------------- | ------------ | ----------------------------- | ------------------------------------------------------- | ------------------------------------------------------ | ------------- | --- |
| Castell de Taradell, o Castell de Can Boix          | BCIN 1593-MH | X-XIV                         | Taradell                                                | 41° 51′ 56″ N, 2° 18′ 36″ E / 41.8654528°N,2.3100056°E | RI-51-0005730 | Castell de Taradell · Vegeu més fotos d'aquest monument · Carregueu una nova foto d'aquest monument                                    |
| Torre de don Carles, o Torre de la Presó            | BCIN 1594-MH | XVI                           | Taradell                                                | 41° 52′ 34″ N, 2° 17′ 14″ E / 41.8760222°N,2.2871722°E | RI-51-0005731 | Torre de don Carles (Taradell) · Vegeu més fotos d'aquest monument · Carregueu una nova foto d'aquest monument                         |
| Can Pic                                             |              | Obra popular XVII-XIX         | Taradell Ctra. de Vilalleons, km 3,5                    | 41° 53′ 37″ N, 2° 18′ 21″ E / 41.893547°N,2.305803°E   | IPA-23676     | Carregueu una nova foto d'aquest monument                                                                                              |
| Villa Maria                                         | BCIL 2010    | Modernisme XX Inici           | Taradell Pl. de les Eres, 35                            | 41° 52′ 27″ N, 2° 17′ 17″ E / 41.874081°N,2.287978°E   | IPA-24128     | Villa Maria (Taradell) · Vegeu més fotos d'aquest monument · Carregueu una nova foto d'aquest monument                                 |
| Capella de Sant Joan del Prat                       | BCIL 2010    | Romànic, barroc XI, XVIII     | Taradell Ctra. Vic-Tona, prop del Colomer               | 41° 52′ 06″ N, 2° 14′ 52″ E / 41.868446°N,2.247719°E   | IPA-24129     | Capella de Sant Joan del Prat (Taradell) · Vegeu més fotos d'aquest monument · Carregueu una nova foto d'aquest monument               |
| Llinda del portal d'entrada de Can Busquets         |              | Barroc XVIII Final            | Taradell C. de Sant Sebastià, 18                        | 41° 52′ 28″ N, 2° 17′ 16″ E / 41.874486°N,2.287832°E   | IPA-24131     | Llinda del portal d'entrada de Can Busquets (Taradell) · Vegeu més fotos d'aquest monument · Carregueu una nova foto d'aquest monument |
| La Vallmitjana                                      |              | Obra popular XVIII Inici      | Taradell A 2 km sud-est de la població                  | 41° 51′ 49″ N, 2° 17′ 51″ E / 41.863704°N,2.297504°E   | IPA-24132     | La Vallmitjana (Taradell) · Vegeu més fotos d'aquest monument · Carregueu una nova foto d'aquest monument                              |
| El Colomer                                          |              | Obra popular XVIII, XX        | Taradell Ctra. de Vic a Tona a prop de Mont-rodon       | 41° 51′ 56″ N, 2° 14′ 56″ E / 41.86546°N,2.24898°E     | IPA-24133     | El Colomer (Taradell) · Vegeu més fotos d'aquest monument · Carregueu una nova foto d'aquest monument                                  |
| Vilacís d'Amunt                                     |              | Obra popular XVII, XX         | Taradell Ctra. BV-5305 Taradell-Balenyà                 | 41° 51′ 40″ N, 2° 16′ 46″ E / 41.861130°N,2.279348°E   | IPA-24134     | Carregueu una nova foto d'aquest monument                                                                                              |
| Bellpuig                                            |              | Obra popular XVIII            | Taradell Ctra. de Taradell a Tona, km 2,5               | 41° 53′ 25″ N, 2° 15′ 56″ E / 41.890190°N,2.265675°E   | IPA-24135     | Carregueu una nova foto d'aquest monument                                                                                              |
| El Molist                                           |              | Obra popular XVIII            | Taradell Ctra. de Taradell a Tona, km 1,5               | 41° 52′ 56″ N, 2° 16′ 25″ E / 41.882317°N,2.273647°E   | IPA-24136     | Carregueu una nova foto d'aquest monument                                                                                              |
| Capella de Santa Llúcia                             | BCIL 2010    | Gòtic, renaixement XVI        | Taradell Pl. de Santa Llúcia                            | 41° 52′ 31″ N, 2° 17′ 16″ E / 41.875373°N,2.287862°E   | IPA-24138     | Capella de Santa Llúcia (Taradell) · Vegeu més fotos d'aquest monument · Carregueu una nova foto d'aquest monument                     |
| Cabana de Penedes                                   |              | Obra popular XIX              | Taradell Ctra. B-520 de Vic-Taradell, km 4              | 41° 53′ 36″ N, 2° 17′ 46″ E / 41.893211°N,2.296088°E   | IPA-24140     | Cabana de Penedes (Taradell) · Vegeu més fotos d'aquest monument · Carregueu una nova foto d'aquest monument                           |
| Església de Sant Genís de Taradell                  | BCIL 2010    | Romànic, barroc XI-XII, XVIII | Taradell Pl. de l'Església                              | 41° 52′ 33″ N, 2° 17′ 08″ E / 41.875835°N,2.285651°E   | IPA-24142     | Església de Sant Genís de Taradell · Vegeu més fotos d'aquest monument · Carregueu una nova foto d'aquest monument                     |
| La Font Gran                                        | BCIL 2010    | Obra popular XVIII            | Taradell Parc de la Font Gran, c. de la Font            | 41° 52′ 40″ N, 2° 17′ 13″ E / 41.877733°N,2.286925°E   | IPA-24143     | La Font Gran (Taradell) · Vegeu més fotos d'aquest monument · Carregueu una nova foto d'aquest monument                                |
| Can Pallàs                                          | BCIL 2010    | Modernisme XX                 | Taradell Plaça, 27 - c. de la Font, 1                   | 41° 52′ 34″ N, 2° 17′ 12″ E / 41.876201°N,2.286649°E   | IPA-24144     | Can Pallàs (Taradell) · Vegeu més fotos d'aquest monument · Carregueu una nova foto d'aquest monument                                  |
| El Reguer                                           |              | Obra popular                  | Taradell Sector nord-est del municipi                   | 41° 54′ 00″ N, 2° 17′ 29″ E / 41.899968°N,2.291479°E   | IPA-24145     | Carregueu una nova foto d'aquest monument                                                                                              |
| Safareig i font de Penedes                          |              | Obra popular                  | Taradell Ctra. B-52 Vic-Taradell, km 4                  | 41° 53′ 35″ N, 2° 17′ 43″ E / 41.893094°N,2.295159°E   | IPA-24146     | Safareig i font de Penedes (Taradell) · Vegeu més fotos d'aquest monument · Carregueu una nova foto d'aquest monument                  |
| Penedes                                             |              | Obra popular XVII             | Taradell Ctra. B-52 Vic-Taradell                        | 41° 53′ 36″ N, 2° 17′ 44″ E / 41.893369°N,2.295498°E   | IPA-24147     | Penedes (Taradell) · Vegeu més fotos d'aquest monument · Carregueu una nova foto d'aquest monument                                     |
| La Serra                                            |              | Obra popular                  | Taradell                                                | 41° 53′ 44″ N, 2° 17′ 31″ E / 41.895466°N,2.292000°E   | IPA-24148     | La Serra (Taradell) · Vegeu més fotos d'aquest monument · Carregueu una nova foto d'aquest monument                                    |
| El Presseguer                                       |              | Obra popular XIX              | Taradell Ctra. B-520 Vic-Taradell, km 4                 | 41° 53′ 45″ N, 2° 17′ 10″ E / 41.895907°N,2.286136°E   | IPA-24149     | Carregueu una nova foto d'aquest monument                                                                                              |
| Can Vilardell                                       |              | Obra popular XVIII            | Taradell Ctra. B-520 Vic-Taradell, km 4                 | 41° 53′ 37″ N, 2° 17′ 10″ E / 41.893488°N,2.285988°E   | IPA-24150     | Carregueu una nova foto d'aquest monument                                                                                              |
| Llagostera de Baix, capella del Pilar               |              | Obra popular XIX              | Taradell Ctra. B-520 Vic-Taradell, km 4                 | 41° 53′ 32″ N, 2° 17′ 05″ E / 41.892210°N,2.284767°E   | IPA-24151     | Carregueu una nova foto d'aquest monument                                                                                              |
| Llagostera de Baix                                  |              | Obra popular XIX              | Taradell Ctra. B-520 Vic-Taradell, km 4                 | 41° 53′ 32″ N, 2° 17′ 04″ E / 41.892303°N,2.284477°E   | IPA-24152     | Carregueu una nova foto d'aquest monument                                                                                              |
| El Generó                                           |              | Obra popular XVII, XIX        | Taradell Ctra. B-520 Vic-Taradell, km 4                 | 41° 53′ 24″ N, 2° 17′ 05″ E / 41.890107°N,2.284727°E   | IPA-24153     | Carregueu una nova foto d'aquest monument                                                                                              |
| Can Quel Tropes                                     |              | Obra popular XIX              | Taradell Ctra. B-520, km 4                              | 41° 53′ 24″ N, 2° 16′ 47″ E / 41.889963°N,2.279775°E   | IPA-24154     | Carregueu una nova foto d'aquest monument                                                                                              |
| Cabana de l'Era del Ricard                          |              | Obra popular                  | Taradell Ctra. B-520, km 5                              | 41° 53′ 08″ N, 2° 17′ 18″ E / 41.885417°N,2.288326°E   | IPA-24155     | Carregueu una nova foto d'aquest monument                                                                                              |
| El Ricard                                           |              | Obra popular XVII, XIX        | Taradell Ctra. B-520, km 5                              | 41° 53′ 08″ N, 2° 17′ 19″ E / 41.885663°N,2.288519°E   | IPA-24156     | El Ricard (Taradell) · Vegeu més fotos d'aquest monument · Carregueu una nova foto d'aquest monument                                   |
| El Vivet                                            |              | Obra popular XVII, XIX        | Taradell Ctra. B-520, km 5 a 1.000 m                    | 41° 53′ 06″ N, 2° 17′ 13″ E / 41.885059°N,2.287028°E   | IPA-24157     | Carregueu una nova foto d'aquest monument                                                                                              |
| La Casa Nova del Vivet                              |              | Obra popular XIX              | Taradell Ctra. B-520, km 5 a 2.000 m                    | 41° 53′ 11″ N, 2° 17′ 27″ E / 41.886420°N,2.290792°E   | IPA-24158     | La Casa Nova del Vivet (Taradell) · Vegeu més fotos d'aquest monument · Carregueu una nova foto d'aquest monument                      |
| L'Hostalet del Bou                                  |              | Obra popular XVIII, XX        | Taradell                                                | 41° 52′ 48″ N, 2° 18′ 32″ E / 41.880105°N,2.308958°E   | IPA-24159     | L'Hostalet del Bou (Taradell) · Vegeu més fotos d'aquest monument · Carregueu una nova foto d'aquest monument                          |
| La Roca                                             |              | Obra popular                  | Taradell Ctra. B-520, km 5 a 2.000 m                    | 41° 53′ 00″ N, 2° 18′ 08″ E / 41.883337°N,2.302250°E   | IPA-24160     | La Roca (Taradell) · Vegeu més fotos d'aquest monument · Carregueu una nova foto d'aquest monument                                     |
| Can Fuma, el Fumat                                  |              | Obra popular XVIII, XX        | Taradell Ctra. B-520, km 5 a 3.500 m                    | 41° 53′ 08″ N, 2° 17′ 55″ E / 41.885643°N,2.298740°E   | IPA-24162     | Carregueu una nova foto d'aquest monument                                                                                              |
| Can Vila-rasa                                       |              | Obra popular XVIII, XX        | Taradell Ctra. B-520, km 5 a 2.500 m                    | 41° 52′ 59″ N, 2° 17′ 33″ E / 41.883069°N,2.292417°E   | IPA-24163     | Can Vila-rasa (Taradell) · Vegeu més fotos d'aquest monument · Carregueu una nova foto d'aquest monument                               |
| El Janet, Can Janet                                 |              | Obra popular XIX              | Taradell Ctra. B-520, km 5 a 1.500 m esquerra           | 41° 52′ 57″ N, 2° 17′ 26″ E / 41.882535°N,2.290564°E   | IPA-24164     | El Janet (Taradell) · Vegeu més fotos d'aquest monument · Carregueu una nova foto d'aquest monument                                    |
| La Codina                                           |              | Obra popular                  | Taradell Ctra. B-520, km 5 a 1.500 m esquerra           | 41° 52′ 42″ N, 2° 17′ 45″ E / 41.878269°N,2.295898°E   | IPA-24165     | La Codina (Taradell) · Vegeu més fotos d'aquest monument · Carregueu una nova foto d'aquest monument                                   |
| Can Sala                                            |              | Obra popular XX               | Taradell C. Pirineu, 2                                  | 41° 52′ 43″ N, 2° 17′ 23″ E / 41.878479°N,2.289846°E   | IPA-24168     | Can Sala (Taradell) · Vegeu més fotos d'aquest monument · Carregueu una nova foto d'aquest monument                                    |
| Casablanca                                          |              | Obra popular XVII             | Taradell Ctra. B-520, km 5 a 200 m esquerra             | 41° 52′ 50″ N, 2° 17′ 13″ E / 41.880498°N,2.286998°E   | IPA-24169     | Casablanca (Taradell) · Vegeu més fotos d'aquest monument · Carregueu una nova foto d'aquest monument                                  |
| Ermita de Sant Quirze de Subiradells                | BCIL 2010    | Romànic X, XX                 | Taradell Pl. de Sant Quirze, urbanització de la Roca    | 41° 52′ 50″ N, 2° 17′ 55″ E / 41.880493°N,2.298685°E   | IPA-24170     | Ermita de Sant Quirze de Subiradells (Taradell) · Vegeu més fotos d'aquest monument · Carregueu una nova foto d'aquest monument        |
| Llagostera de Dalt, Casa Vella                      |              | Obra popular XVIII            | Taradell Ctra. B-520, km 4 a 2.000 m esquerra           | 41° 53′ 25″ N, 2° 17′ 13″ E / 41.890338°N,2.287081°E   | IPA-24171     | Carregueu una nova foto d'aquest monument                                                                                              |
| Torre de Llagostera de Dalt                         |              | Historicisme XIX              | Taradell Ctra. B-520, km 4 a 2.000 m esquerra           | 41° 53′ 25″ N, 2° 17′ 15″ E / 41.890177°N,2.287538°E   | IPA-24172     | Carregueu una nova foto d'aquest monument                                                                                              |
| Mansa                                               |              | Obra popular XVII             | Taradell Ctra. B-520, km 8,9 a 1.000 m dreta            | 41° 52′ 12″ N, 2° 18′ 51″ E / 41.869950°N,2.314216°E   | IPA-24178     | Mansa (Taradell) · Vegeu més fotos d'aquest monument · Carregueu una nova foto d'aquest monument                                       |
| El Bou                                              |              | Obra popular XVIII            | Taradell Ctra. B-250, km 7 a 1 km esquerra              | 41° 52′ 34″ N, 2° 18′ 22″ E / 41.876079°N,2.306009°E   | IPA-24179     | El Bou (Taradell) · Vegeu més fotos d'aquest monument · Carregueu una nova foto d'aquest monument                                      |
| Xup del Bou                                         |              | Obra popular                  | Taradell Ctra. B-520, km 7 a 1 km esquerra              | 41° 52′ 33″ N, 2° 18′ 29″ E / 41.875806°N,2.308014°E   | IPA-24182     | Carregueu una nova foto d'aquest monument                                                                                              |
| Can Moltures                                        |              | Obra popular XVIII, XX        | Taradell Ctra. BV-5306 de Taradell a Mont-rodon, km 2,5 | 41° 53′ 04″ N, 2° 15′ 48″ E / 41.884393°N,2.263439°E   | IPA-24183     | Carregueu una nova foto d'aquest monument                                                                                              |
| Pratsavall                                          |              | Obra popular XIX              | Taradell Ctra. BV-5305, km 1                            | 41° 52′ 01″ N, 2° 17′ 19″ E / 41.867009°N,2.288617°E   | IPA-24185     | Pratsavall (Taradell) · Vegeu més fotos d'aquest monument · Carregueu una nova foto d'aquest monument                                  |
| La Valldavall                                       |              | Obra popular                  | Taradell Ctra. BV-520, km 7 dreta a 1 km                | 41° 52′ 02″ N, 2° 17′ 38″ E / 41.867320°N,2.293838°E   | IPA-24188     | La Valldavall (Taradell) · Vegeu més fotos d'aquest monument · Carregueu una nova foto d'aquest monument                               |
| Vilacís d'Avall                                     |              | Obra popular XVIII            | Taradell Ctra. BV-5305, km 2 a 500 m                    | 41° 51′ 36″ N, 2° 16′ 38″ E / 41.860047°N,2.277128°E   | IPA-24189     | Carregueu una nova foto d'aquest monument                                                                                              |
| Creu de la Torre de Sant Sebastià o de Can Figueres |              | Obra popular                  | Taradell Ctra. BV-5305, km 1 a 800 m                    | 41° 52′ 09″ N, 2° 17′ 22″ E / 41.869296°N,2.289487°E   | IPA-24192     | Creu de la Torre de Sant Sebastià (Taradell) · Vegeu més fotos d'aquest monument · Carregueu una nova foto d'aquest monument           |
| El Puig                                             |              | Obra popular                  | Taradell Ctra. BV-5305, km 2 a 3 km a la dreta          | 41° 52′ 35″ N, 2° 16′ 17″ E / 41.876499°N,2.271374°E   | IPA-24193     | Carregueu una nova foto d'aquest monument                                                                                              |
| El Pujol                                            |              | Obra popular XVII             | Taradell Ctra. B-520, km 8 a 1 km esquerra              | 41° 52′ 39″ N, 2° 18′ 07″ E / 41.877422°N,2.301830°E   | IPA-24195     | El Pujol (Taradell) · Vegeu més fotos d'aquest monument · Carregueu una nova foto d'aquest monument                                    |
| Creu del Pujol                                      |              | Obra popular XIX              | Taradell Al sud del Mas Pujol                           | 41° 52′ 34″ N, 2° 18′ 11″ E / 41.876109°N,2.303052°E   | IPA-24197     | Carregueu una nova foto d'aquest monument                                                                                              |
| Can Talaia                                          |              | Obra popular XVIII            | Taradell Ctra. BV-5305, km 2 esquerra                   | 41° 51′ 26″ N, 2° 16′ 57″ E / 41.857120°N,2.282481°E   | IPA-24198     | Carregueu una nova foto d'aquest monument                                                                                              |
| Gasala                                              |              | Obra popular XVII             | Taradell Ctra. BV-5305, km 2 esquerra                   | 41° 51′ 15″ N, 2° 17′ 19″ E / 41.854134°N,2.288627°E   | IPA-24199     | Carregueu una nova foto d'aquest monument                                                                                              |
| Molí del Sors                                       |              | Obra popular XVIII            | Taradell Ctra. BV-5305, km 2 a 3,5 km esquerra          | 41° 51′ 01″ N, 2° 16′ 46″ E / 41.850371°N,2.279450°E   | IPA-24204     | Molí del Sors (Taradell) · Vegeu més fotos d'aquest monument · Carregueu una nova foto d'aquest monument                               |
| Pont del Molí del Sors                              |              | Obra popular                  | Taradell Ctra. BV-5305, km 2 a 3,5 m esquerra           | 41° 51′ 01″ N, 2° 16′ 46″ E / 41.850371°N,2.279450°E   | IPA-24205     | Pont del Molí del Sors (Taradell) · Vegeu més fotos d'aquest monument · Carregueu una nova foto d'aquest monument                      |
| El Reig                                             |              | Obra popular XVIII            | Taradell Ctra. BV-5306, km 0,1                          | 41° 52′ 31″ N, 2° 17′ 07″ E / 41.875342°N,2.285152°E   | IPA-24206     | El Reig (Taradell) · Vegeu més fotos d'aquest monument · Carregueu una nova foto d'aquest monument                                     |
| El Gurri Xic                                        |              | Obra popular XIX              | Taradell Ctra. BV-5305, km 3 a 1 km esquerra            | 41° 52′ 36″ N, 2° 15′ 44″ E / 41.876662°N,2.262130°E   | IPA-24207     | Carregueu una nova foto d'aquest monument                                                                                              |
| L'Esquís                                            |              | Obra popular XVIII            | Taradell Ctra. BV-5305, km 2 esquerra                   | 41° 51′ 39″ N, 2° 17′ 30″ E / 41.860856°N,2.291707°E   | IPA-24209     | L'Esquís (Taradell) · Vegeu més fotos d'aquest monument · Carregueu una nova foto d'aquest monument                                    |
| La Verneda                                          |              | Obra popular XIX              | Taradell Ctra. BV-5306, 2 km dreta                      | 41° 53′ 21″ N, 2° 15′ 43″ E / 41.889105°N,2.261932°E   | IPA-24212     | La Verneda (Taradell) · Vegeu més fotos d'aquest monument · Carregueu una nova foto d'aquest monument                                  |
| Molí de Més a Prop                                  |              | Obra popular XIX              | Taradell Ctra. Vic a Viladrau, km 6 a 500 m             | 41° 52′ 41″ N, 2° 17′ 05″ E / 41.878017°N,2.284620°E   | IPA-24214     | Carregueu una nova foto d'aquest monument                                                                                              |
| Pont del Molí de Més a Prop                         |              | Obra popular                  | Taradell Ctra. Vic a Viladrau, km 6 a 500 m             | 41° 52′ 41″ N, 2° 17′ 04″ E / 41.878106°N,2.284366°E   | IPA-24215     | Carregueu una nova foto d'aquest monument                                                                                              |
| Molí dels Capellans                                 |              | Obra popular XIX              | Taradell Ctra. Vic a Viladrau, km 6 a 500 m             | 41° 52′ 47″ N, 2° 16′ 46″ E / 41.879735°N,2.279557°E   | IPA-24216     | Carregueu una nova foto d'aquest monument                                                                                              |
| Pont del Molí dels Capellans                        |              | Obra popular                  | Taradell Ctra. Vic a Viladrau, km 6 a 500 m             | 41° 52′ 47″ N, 2° 16′ 47″ E / 41.879809°N,2.279740°E   | IPA-24217     | Carregueu una nova foto d'aquest monument                                                                                              |
| Molí de l'Esquís - Molí de Dalt                     |              | Obra popular XIX              | Taradell Ctra. Vic-Taradell                             | 41° 52′ 45″ N, 2° 16′ 51″ E / 41.879201°N,2.280852°E   | IPA-24218     | Carregueu una nova foto d'aquest monument                                                                                              |
| Molí de l'Esquís - Molí de Baix                     |              | Obra popular                  | Taradell Ctra. Vic-Viladrau, km 6                       | 41° 52′ 44″ N, 2° 16′ 52″ E / 41.878921°N,2.281015°E   | IPA-24219     | Carregueu una nova foto d'aquest monument                                                                                              |
| Casa Nova del Vilar                                 |              | Obra popular XVIII            | Taradell Ctra. B-520, km 11,2 a 500 m a la dreta        | 41° 51′ 35″ N, 2° 19′ 44″ E / 41.859663°N,2.328954°E   | IPA-24220     | Carregueu una nova foto d'aquest monument                                                                                              |
| Molí de Bellpuig                                    |              | Obra popular XVII-XVIII       | Taradell                                                | 41° 53′ 11″ N, 2° 15′ 47″ E / 41.886382°N,2.263052°E   | IPA-40878     | Carregueu una nova foto d'aquest monument                                                                                              |
| Molí de la Foguera                                  |              | Obra popular XVII-XVIII       | Taradell                                                | 41° 53′ 01″ N, 2° 16′ 03″ E / 41.883669°N,2.267377°E   | IPA-40879     | Carregueu una nova foto d'aquest monument                                                                                              |
| Jardí i pèrgola                                     | BCIL 2010    | XX                            | Taradell C. de la Vila, 65                              | 41° 52′ 23″ N, 2° 17′ 15″ E / 41.873011°N,2.287464°E   | IPA-48973     | Jardí i pèrgola (Taradell) · Vegeu més fotos d'aquest monument · Carregueu una nova foto d'aquest monument                             |
| El Bar                                              | BCIL 2010    | Modernisme XX                 | Taradell C. de la Vila, 21                              | 41° 52′ 30″ N, 2° 17′ 14″ E / 41.87488°N,2.287283°E    | IPA-48985     | El Bar (Taradell) · Vegeu més fotos d'aquest monument · Carregueu una nova foto d'aquest monument                                      |
| Can Tito                                            | BCIL 2010    | Obra popular XVIII-XX         | Taradell C. Sant Sebastià, 1-5                          | 41° 52′ 30″ N, 2° 17′ 17″ E / 41.87505°N,2.287992°E    | IPA-48988     | Can Tito (Taradell) · Vegeu més fotos d'aquest monument · Carregueu una nova foto d'aquest monument                                    |
| Cal Fusteret                                        | BCIL 2010    | Modernisme XX                 | Taradell Pl. de les Eres, 1                             | 41° 52′ 28″ N, 2° 17′ 15″ E / 41.874382°N,2.2874°E     | IPA-48989     | Cal Fusteret (Taradell) · Vegeu més fotos d'aquest monument · Carregueu una nova foto d'aquest monument                                |
| Can Xec                                             | BCIL 2010    | Obra popular                  | Taradell C. Sant Sebastià, 17-19                        | 41° 52′ 28″ N, 2° 17′ 17″ E / 41.874568°N,2.288001°E   | IPA-48990     | Can Xec (Taradell) · Vegeu més fotos d'aquest monument · Carregueu una nova foto d'aquest monument                                     |
| Can Marquic i Ca l'Espanyol                         | BCIL 2010    | Obra popular XVII-XX          | Taradell C. de la Vila, 131-133-135                     | 41° 52′ 16″ N, 2° 17′ 13″ E / 41.870996°N,2.287007°E   | IPA-48991     | Can Marquic i Ca l'Espanyol (Taradell) · Vegeu més fotos d'aquest monument · Carregueu una nova foto d'aquest monument                 |
| Cal Moliner                                         | BCIL 2010    | Obra popular                  | Taradell C. Vic, 11-13-15                               | 41° 52′ 33″ N, 2° 17′ 17″ E / 41.875904°N,2.287984°E   | IPA-48995     | Cal Moliner (Taradell) · Vegeu més fotos d'aquest monument · Carregueu una nova foto d'aquest monument                                 |
| Can Madriguera                                      | BCIL 2010    | Neoclassicisme XIX            | Taradell Pl. d'en Gili, 3                               | 41° 52′ 33″ N, 2° 17′ 13″ E / 41.875751°N,2.287038°E   | IPA-48996     | Can Madriguera (Taradell) · Vegeu més fotos d'aquest monument · Carregueu una nova foto d'aquest monument                              |
| Can Seva                                            | BCIL 2010    | Obra popular XVII, XX         | Taradell C. Vilanova, 48                                | 41° 52′ 36″ N, 2° 17′ 16″ E / 41.876567°N,2.287786°E   | IPA-49001     | Can Seva (Taradell) · Vegeu més fotos d'aquest monument · Carregueu una nova foto d'aquest monument                                    |
| Can Prunet                                          | BCIL 2010    | Obra popular XVI              | Taradell Pl. Santa Llúcia, 12                           | 41° 52′ 31″ N, 2° 17′ 17″ E / 41.875225°N,2.287986°E   | IPA-49041     | Can Prunet (Taradell) · Vegeu més fotos d'aquest monument · Carregueu una nova foto d'aquest monument                                  |
| Can Brussosa                                        | BCIL 2010    | Modernisme XX                 | Taradell C. de la Vila, 54                              | 41° 52′ 26″ N, 2° 17′ 14″ E / 41.874013°N,2.28721°E    | IPA-49043     | Can Brussosa (Taradell) · Vegeu més fotos d'aquest monument · Carregueu una nova foto d'aquest monument                                |